# لاوری هوسار
لاوری هوسار (انگلیسی: Lauri Hussar؛ زادهٔ ۴ سپتامبر ۱۹۷۳) روزنامه‌نگار اهل استونی است. وی از اکتبر ۲۰۲۲ مدیر حزب استونی ۲۰۰ است.
وی از سال ۱۹۹۲ تا ۱۹۹۶ در دانشگاه تارتو تحصیل کرد، سپس از سال ۱۹۹۸ تا ۲۰۰۶ به‌عنوان گزارشگر و تدوین‌گر در تی‌وی ۳ استونی فعالیت کرد. در سال ۲۰۱۶ در روزنامه پوستیمس با سمت معاون سردبیر مشغول به کار شد و سه ماه بعد به سردبیری ارتقا یافت.